# Xinchang
För andra betydelser, se Xinchang (olika betydelser).
Xinchang, även känt som Sinchang, är ett härad i östra Kina, och tillhör Shaoxings stad på prefekturnivå i provinsen Zhejiang. Befolkningen uppgick till 414 907 invånare vid folkräkningen år 2000, varav 135 110 invånare bodde i huvudorten Xinchang. Häradet var år 2000 indelat i elva köpingar (zhèn) och sju socknar (xiāng). 